# Silver Star
Der Silver Star (deutsch Silberstern) ist ein Orden der US-Streitkräfte für besondere Tapferkeit vor dem Feind. Der ursprüngliche Citation Star wurde dem Band der jeweiligen „Campaign Medal“ hinzugefügt, die für den jeweiligen Feldzug verliehen wurde.

## Verleihungskriterien
Der Citation Star wird für Tapferkeit während des Einsatzes oder Kampfes verliehen. Hieraus resultierte dann 1932 die Stiftung des Silver Star, der seit dem 15. Dezember 1942 auch an Zivilisten verliehen werden darf, die mit US-Truppen im Einsatz waren. Der Silver Star ist die vierthöchste Auszeichnung in der Pyramide der Auszeichnungen der US-Streitkräfte („Congressional Pyramid of Honor for combat bravery“), die einem Angehörigen der US-Streitkräfte verliehen wird, und die dritthöchste Auszeichnung, die für Tapferkeit im Kampfeinsatz verliehen werden kann.
Die Medal of Honor und das Distinguished Service Cross der Teilstreitkräfte liegen als Auszeichnungen für Tapferkeit im Kampfeinsatz in der Wertigkeit über dem Silver Star. Danach folgt in der Wertigkeit die Army Distinguished Service Medal bzw. die vergleichbaren einzelnen Verdienstauszeichnungen der Teilstreitkräfte für außerordentliche Verdienste ohne Nachweis der Tapferkeit im Kampfeinsatz.
Der Silver Star kann auch an Angehörige alliierter Einheiten verliehen werden.

## Bekannte Träger
Siehe: Träger des Silver Star

## Bildergalerie

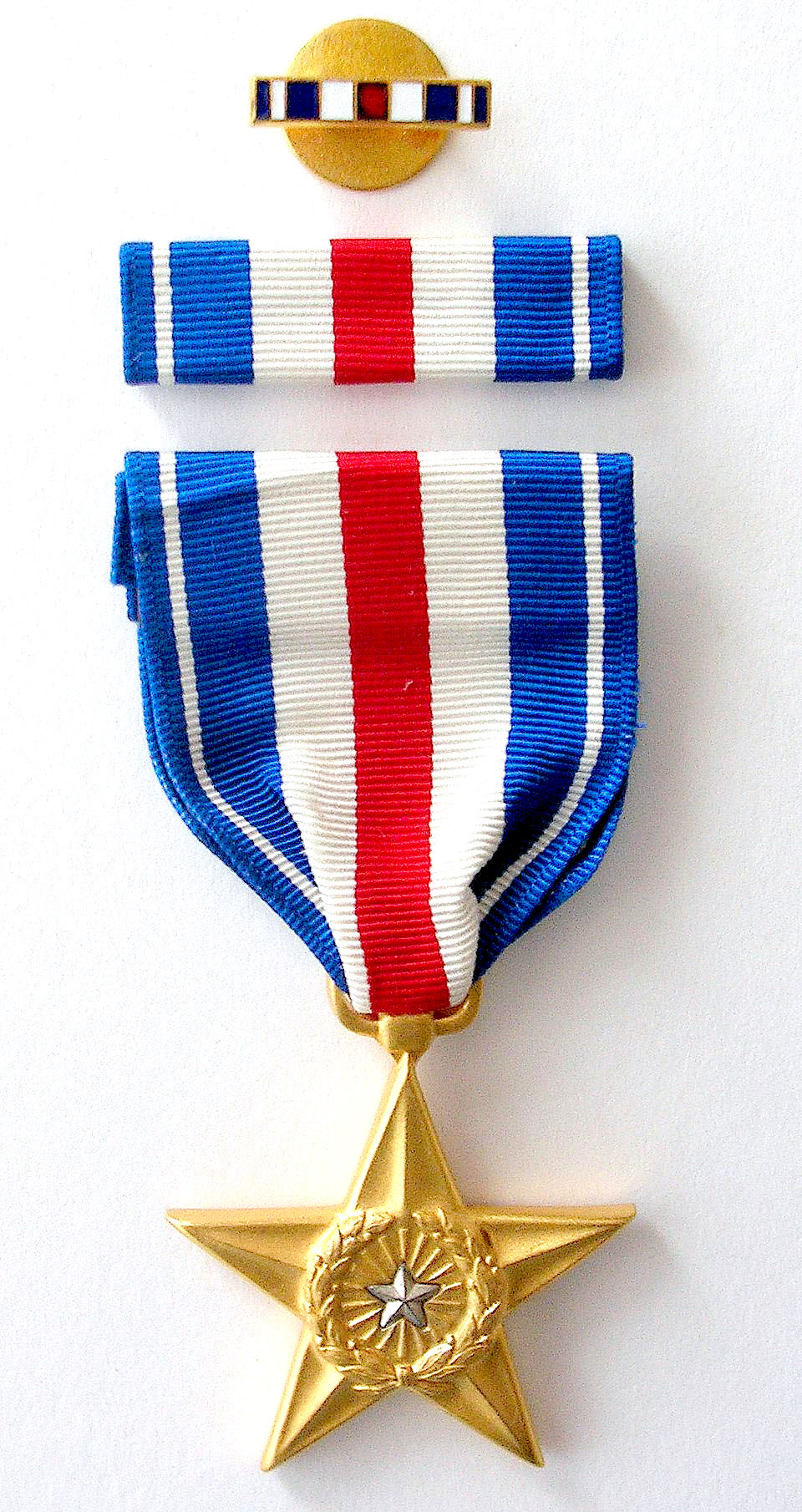
Silver Star mit Ribbon und Zivilpin
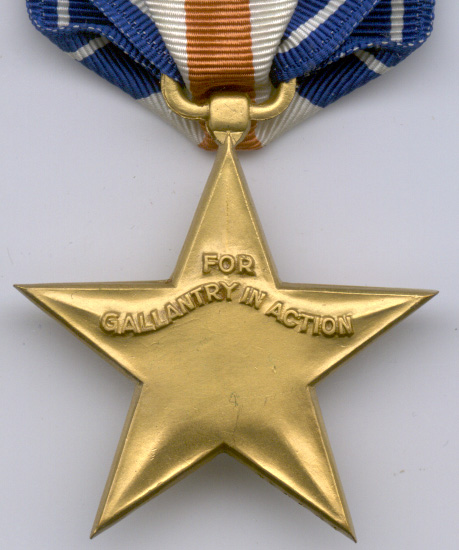
Rückseite
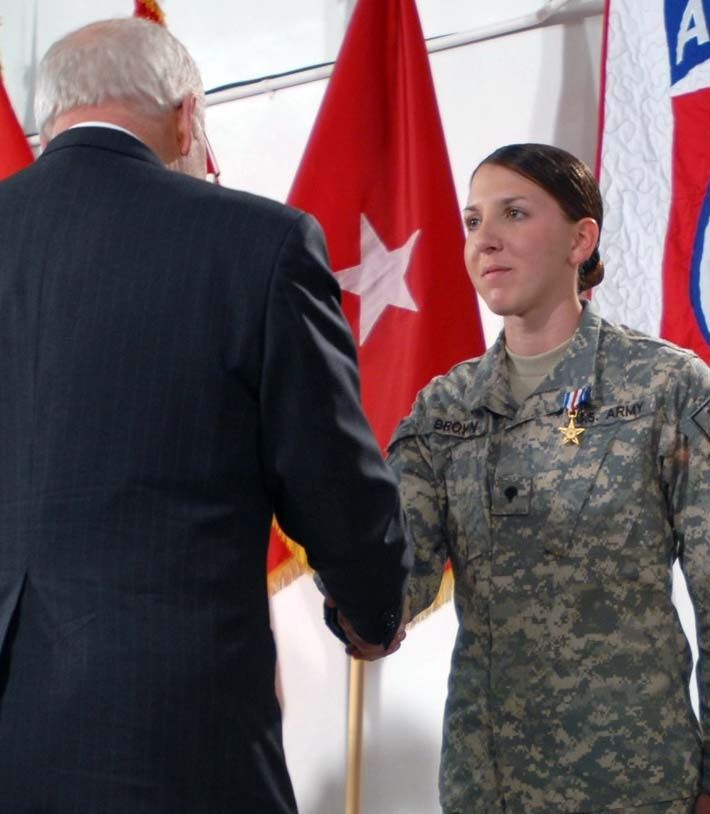
Verleihung des Silver Star an eine Angehörige der US-Army